# 1948年夏季奥林匹克运动会英属圭亚那代表团
1948年夏季奥林匹克运动会英属圭亚那代表团是英属圭亚那派出的1948年夏季奥林匹克运动会代表团。